# Paratrechalea
Paratrechalea is een geslacht van spinnen uit de  familie van de Trechaleidae.

## Soorten
- Paratrechalea azul Carico, 2005
- Paratrechalea galianoae Carico, 2005
- Paratrechalea julyae Silva & Lise, 2006
- Paratrechalea longigaster Carico, 2005
- Paratrechalea ornata (Mello-Leitão, 1943)
- Paratrechalea saopaulo Carico, 2005
- Paratrechalea wygodzinskyi (Soares & Camargo, 1948)